# 喬爾諾莫爾卡 (尼古拉耶夫區)
46°38′51″N 31°30′20″E / 46.64750°N 31.50556°E
喬爾諾莫爾卡（烏克蘭語：Чорноморка），是位於烏克蘭東部的村莊，由尼古拉耶夫州尼古拉耶夫區的喬爾諾莫爾卡市鎮負責管轄。該村面積5.5平方公里，海拔高度12米，2001年人口2,564，人口密度每平方公里466.2人。